# Arcamani I
Arcamani I (também Arakamani, Arkamani-qo, Arkakamani ou Ergamenes I; nome de Sá-Ré:Irk-Imn)  foi o 33º rei da Dinastia Napata do Reino de Cuxe, acredita-se que tenha reinado no segundo quarto do século III a.C. 

## Evidências
As únicas evidências arqueológicas de Arcamani vêm de sua pirâmide funerária em Meroé (Pirâmide Begarawiyah, Beg., S 6). Além disso, muitos estudiosos acreditam que ele deve ser identificado com o rei núbio Ergamenes I mencionado pelo historiador clássico Diodoro Sículo (Koiné: Διόδωρος Σικελιώτης) em sua Bibliotheca historica. Diodoro escreve que o poderoso sacerdócio queria a morte de Ergamenes para agradar os deuses, mas como foi educado na cultura helenística, a forte vontade de Ergamenes lhe permitiu negar esse destino e dominar o sacerdócio. 
Arcamani é geralmente considerado na literatura como uma espécie de rei "herege" que, por meio de um golpe de Estado real, pôs fim violento ao "governo" dos sacerdotes de Amon de Napata, separando assim o estado e a igreja, e removeu o centro do reino também geograficamente da esfera desses sacerdotes, transferindo a "capital" de Napata para Meroé.  Assim, muitos estudiosos consideram Arcamani/Ergamenes como o primeiro rei da fase meroítica da história núbia, quando a base de poder do reino finalmente se mudou para o sul e quando uma distinta influência núbia se tornou mais forte. Foi sugerido que a "cultura grega", que Diodoro alegou ser a origem da força-vontade de Ergamenes, deve ser entendida como a cultura greco-egípcia do Reino Ptolemaico (305 a.C.), quando o Egito era governado por uma dinastia grega. 
Embora Arcamani não tenha de fato "transferido a capital", ele transferiu o cemitério real dos arredores de Napata, ou seja, da área que estava tradicionalmente ligada aos fundadores do reino de Cuxe que se originaram dali, para os arredores Meroé. Seu túmulo real em Beg.S. 6, que está situado na parte inferior da colina ocupada pelo Cemitério Begarawiya Sul, uma necrópole onde aristocratas e esposas reais foram enterrados desde os reinados de Cáchita e Piiê, pode provavelmente ser interpretado como um tumulo no cemitério de seus ancestrais. Caso contrário, o enterro de um governante em uma parte baixa e periférica de um cemitério não real seria mais do que incomum: de fato, o segundo sucessor de Arcamani abriu um novo cemitério real (ou seja, Beg.N.) perto de Beg.S. no topo de outra colina. 
Se a identificação de Arcamani com Ergamenes I estiver correta, Arcamani fornece um importante marcador cronológico para a história núbia, como Diodoro escreve que ele era contemporâneo de Ptolemeu II Filadelfo (reinado 285-246 a.C.) no Egito Ptolomaico. A maioria dos reis núbios são de outra forma muito difíceis de datar precisamente, bem como de ordenar cronologicamente.